# Polne lilie
Polne lilie (ang. Lilies of the Field) – amerykański film z 1963 roku w reżyserii Ralpha Nelsona.

## Nagrody i nominacje
| Nazwa nagrody      | Wygrane                                                                                             | Nominacje |
| ------------------ | --------------------------------------------------------------------------------------------------- | --- |
| Oscar              | 1964 Najlepszy aktor pierwszoplanowy Sidney Poitier                                                 | 1964 Najlepszy film Ralph Nelson Najlepsza aktorka drugoplanowa Lilia Skala Najlepszy scenariusz adaptowany James Poe Najlepsze zdjęcia - filmy czarno-białe Ernest Haller |
| Złoty Glob         | 1964 Najlepszy aktor w dramacie Sidney Poitier Promowanie międzynarodowego zrozumienia Nelson Ralph | 1964 Najlepszy dramat Najlepsza aktorka drugoplanowa Lilia Skala |
| BAFTA              | bez rezultatu                                                                                       | 1965 Najlepszy aktor zagraniczny Sidney Poitier United Nations Award |
| Srebrny Niedźwiedź | 1963 Najlepszy aktor Sidney Poitier                                                                 | 1963 Najlepszy aktor Sidney Poitier |
| DGA                | bez rezultatu                                                                                       | 1963 Najlepsze osiągnięcie reżyserskie w filmie fabularnym Ralph Nelson |

## Wyróżnienia
| Rok wyróżnienia | Amerykański Instytut Filmowy                             | Miejsce     |
| --------------- | -------------------------------------------------------- | ----------- |
| 2006            | Lista 100 najbardziej inspirujących filmów wszech czasów | 46. miejsce |